# Protozoa

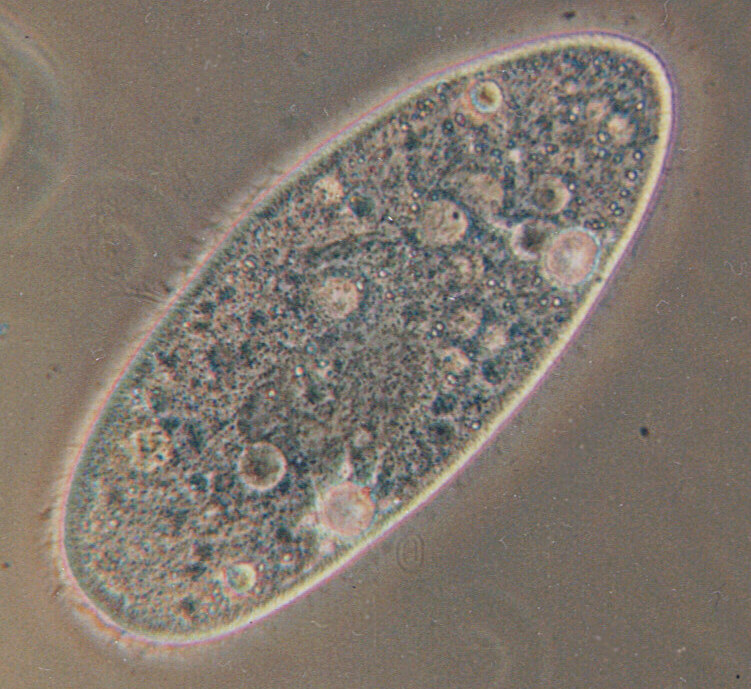
Paramecium aurelia

I protozoi sono un Regno di esseri viventi, organismi unicellulari (ma si trovano anche pluricellulari), eucarioti ed eterotrofi. Alcuni autori raggruppano in essi anche organismi autotrofi. A volte, come nel caso di Euglena viridis, l'individuo è eterotrofo facoltativo, se posto in ambiente non luminoso. Essendo eucarioti sono provvisti di organuli cellulari, a volte di vacuoli pulsanti (1 o 2), e di organi fotosensibili. Si muovono tramite flagelli, ciglia o pseudopodi (amebe). Si conoscono oltre 35000 specie di protozoi. Si tratta di un gruppo tradizionalmente utilizzato nella classificazione scientifica, ma considerato attualmente privo di valore sistematico filogenetico in quanto polifiletico. Il termine "protozoi" deriva dal greco e significa primi animali infatti, insieme alle alghe, sono i primi organismi eucarioti apparsi nel corso dell'evoluzione.

## Descrizione

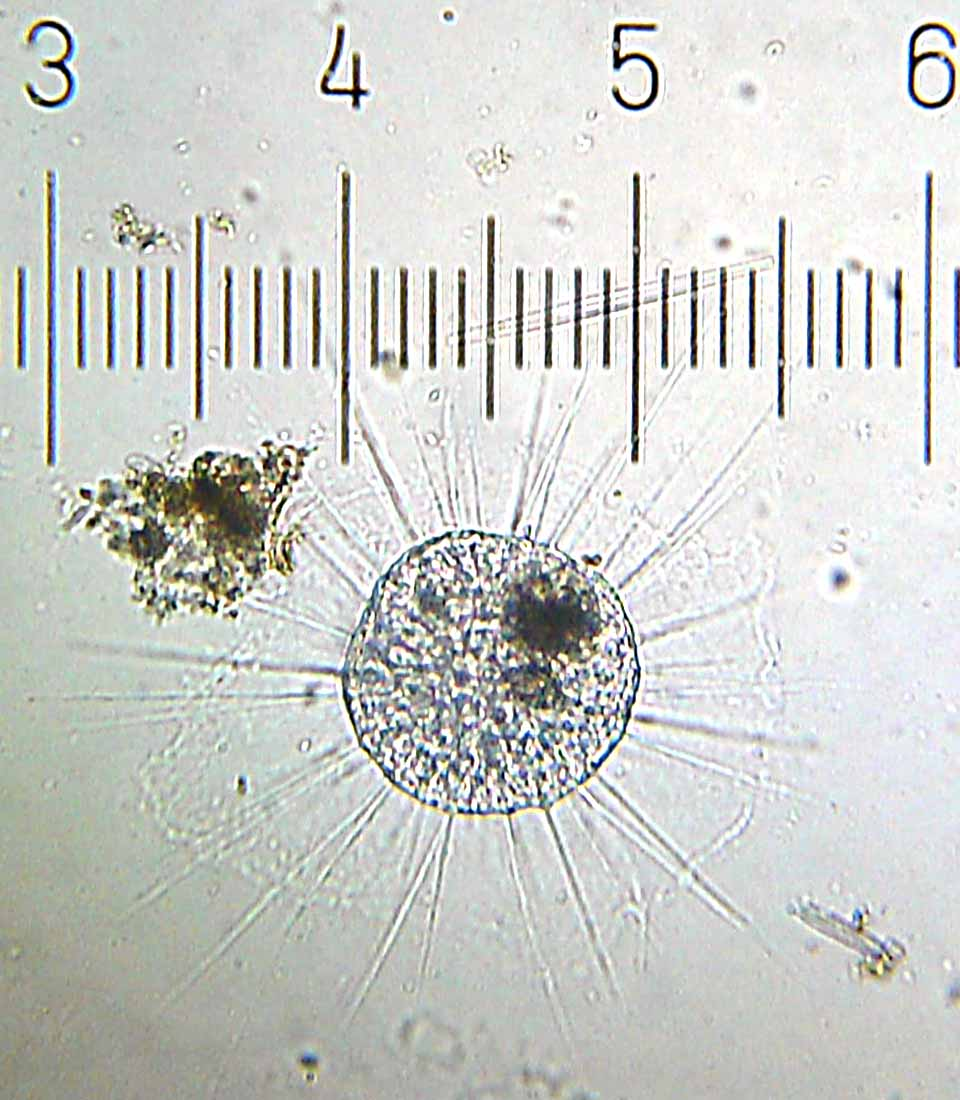
Actinosphaerium, un grande protozoo di dimensioni millimetriche

I protozoi sono microrganismi che colonizzano habitat legati all'umidità, come i mari, le acque salmastre e dolci, i terreni umidi, oppure vivono all'interno di altri organismi. Attecchiscono e si diffondono rapidamente ovunque, specialmente su materiali in decomposizione, sono di frequente parassiti (infettivi) di altri organismi vegetali e animali, conducono spesso vita in simbiosi. In mare costituiscono buona parte del plancton e del benthos. Per quanto siano sovente dotati di movimenti autonomi, i loro spostamenti avvengono sostanzialmente per diffusione. Taluni protozoi bentonici presentano, a volte, vita gregaria o coloniale. La riproduzione è varia e complessa. Si moltiplicano asessualmente per divisione semplice o multipla o per gemmazione, oppure per via sessuata (copulazione, coniugazione). Diverse specie presentano alternanze di generazioni sessuate e asessuate che spesso differiscono morfologicamente tra loro.

### Classificazione
In passato i protozoi sono stati considerati un sottoregno degli animali (contrapposto ai Metazoi). Questa classificazione, proposta per la prima volta da Goldfuss nel 1818, divideva i protozoi in quattro classi: Flagellata, Ciliata, Sarcodina e Radiolaria, in riferimento alla motilità. Più recentemente Cavalier-Smith, nel 1993 ha proposto di creare un regno dei protozoi che comprendesse gli organismi eucariotici distinti da quelli che non hanno mitocondri (archezoi) e che non hanno i caratteri derivati comuni ad animali, funghi, piante e cromisti. 
Cavalier-Smith divide questo regno in due sottoregni, Adictyozoa (nel quale pone i Percolozoi) e Dictyozoa, ulteriormente diviso in due rami: Parabasalia e Bikonta. I Bikonta si dividono in due infraregni, Euglenozoa e Neozoa, quest'ultimo a sua volta diviso in sette parvoregni: Ciliomyxa (phyla Opalozoa, Mycetozoa e Choanozoa), Alveolata (phyla Dinozoa, Apicomplexa di cui fa parte il patogeno Cryptosporidium e Ciliphora), Actinopoda (phyla Radiozoa e Heliozoa), Neosarcodina (phyla Rhizopoda e Reticulosa), Entamoeba, Myxozoa (phyla Myxosporidia, Haplosporidia e Paramyxea) e Mesozoa. Ulteriori studi filogenetici hanno però rivoluzionato nuovamente questo sistema di classificazione considerando i protozoi come un gruppo polifiletico e quindi pressoché privo di valore tassonomico.

## Riproduzione asessuata dei protozoi
Fra le innovazioni biologiche che si sono manifestate precocemente nei protisti c'è certamente la mitosi, ovvero una divisione cellulare che assicura una ripartizione perfetta delle informazioni genetiche da una cellula madre a due cellule figlie. Gli insiemi degli individui derivati dalle successive divisioni mitotiche, a partire da una cellula madre, sono detti cloni.
Molti protozoi si riproducono unicamente per via asessuale, tuttavia, in ogni classe esistono specie che presentano una riproduzione sessuale, ovvero meccanismi di riproduzione che consentono riassortimento del patrimonio genetico in una popolazione.
Il riassortimento avviene attraverso un processo meiotico nucleare che può avvenire in tre fasi diverse del ciclo riproduttivo, cioè può precedere o seguire la riproduzione sessuale oppure essere intermedia.
Nel primo caso si ha un ciclo detto diplonte, dal momento che tutto il ciclo vitale è allo stadio diploide. Nel secondo caso tutto il ciclo vitale è aplonte e nel terzo caso il clone attraversa una fase diplonte a 2n cromosomi a cui segue una fase aplonte ad n cromosomi che precede la formazione dei gameti per la riproduzione sessuale. La riproduzione avviene per scissione binaria.

### Modalità di realizzazione della riproduzione sessuale
Si riproducono per scissione binaria. L'efficienza della riproduzione sessuale, ai fini della variabilità genetica, dipende dal numero di informazioni diverse portate dentro il nucleo dello zigote; quindi la fusione di n nuclei diversi porta più informazioni rispetto allo zigote formato da due nuclei.
Si suppone che questa via sia stata tentata dai protozoi, ma dal momento che ha in sé molti svantaggi, tra cui una difficoltà nella meccanica segregativa degli alleli e difficoltà di tipo logistico, la conclusione è che sia stata selezionata negativamente a favore della fusione tra due sole cellule.
La fusione tra le cellule segue un criterio di accettabilità universale: ogni cellula di una specie può trovare il partner in qualsiasi altra cellula della stessa specie, con il vantaggio che ogni individuo può accedere a tutto il “pool” genico della specie, rispettando però anche il "fattore di riconoscimento" al fine di favorire la produzione di variabilità della fitness (possibilità di riprodursi e di dare una prole fertile) negli immediati discendenti.
Questo assicura alle cellule di riconoscere se stesse e le altre cellule identiche, indirizzando così l'accoppiamento tra partner diversi.
Su questa base, un sistema di selezione di accoppiamento permette di dividere i protozoi in due o più classi di accoppiamento.
Il modo più vistoso del differenziamento con cui la bipolarità può manifestarsi è quello morfologico. Questo è comune nei gameti di certi Fitoflagellati, Ciliati, Sporozoi.
In molti casi la differenza di dimensione (anisogamia) trae origine da divisioni ineguali e differenziazioni specifiche.
In alcuni casi il differenziamento non è di questo tipo e i gameti sono morfologicamente indistinguibili (isogamia). Ma è stato possibile dimostrare su basi biochimiche e fisiologiche che ogni coppia è formata da partner a polarità sessuale distinta.

### Controllo della bipolarità sessuale
La determinazione delle classi di accoppiamento avviene attraverso due meccanismi: in certe specie è genotipica ed in altre è fenotipica o modificatoria.
Tutto ciò senza una regola ben precisa, infatti, nell'ambito di uno stesso genere, coesistono specie a determinazione genetica ed altre a determinazione fenotipica. Si è scoperto, inoltre, che nei protozoi a determinazione fenotipica sono presenti, in ogni cellula, entrambe le potenzialità genetiche; quale fra queste venga espressa può essere casuale o dipendere da condizioni ambientali talvolta rigorosamente precisabili.
Prendendo in considerazione i Ciliati, si parla di multipolarità che è il risultato di molte forze contrapposte che tendono a limitarne o a promuoverne l'entità numerica.
Un equilibrio a livello di qualunque numero eccetto due può presentare ampie oscillazioni. Il numero più stabile è dunque due, il più comune tra i Protozoi. Tuttavia l'esistenza di una multipolarità nei Ciliati ed in alcuni funghi è indice del fatto che anche questa via evolutiva della sessualità è stata tentata da gruppi di microrganismi anche se solo pochi l'hanno mantenuta fino ad adesso.

### Il meccanismo riproduttivo: interazioni cellulari
Affinché la riproduzione sessuale si realizzi sono necessarie alcune condizioni, come l'incontro di gameti della stessa specie.
In generale le condizioni ambientali prima assecondano una riproduzione asessuale e poi variano, determinando la comparsa di modificazioni tali da favorire la riproduzione sessuale. La moltiplicazione degli individui ed il successivo differenziamento sessuale facilitano l'incontro casuale.
Un protozoo di norma si avventura nel processo della riproduzione sessuale in uno stadio particolare del ciclo vitale, cioè dopo aver raggiunto la maturità ed in una fase ben precisa del ciclo nucleare che corrisponde allo stadio G1 o fase S, quindi si presuppone un coordinamento delle fasi nucleari dei due partner. Durante la fase G1 si ha un rallentamento della divisione cellulare dovuto alla carenza di cibo e quindi quando la riproduzione sessuale è avvantaggiata.

### Interazioni cellulari a livello gametico
La maggior parte degli studi sulle reazioni specifiche tra gameti sono stati condotti su varie specie di Dunaliella ed in particolare su Chlamydomonas a gameti simili, e simili anche alle cellule vegetative. In questi organismi la riduzione di sali di azoto in laboratorio trasforma le cellule vegetative in gameti atti a dare la reazione di accoppiamento.
Questa ha inizio con un contatto alle estremità flagellari delle cellule-gameti di segno opposto, dando origine a masse agglutinate. L'interazione flagellare dipende da zone del flagello ricche di carboidrati ed una componente dell'altro flagello in grado di legare questi carboidrati. Non è ancora chiaro se tale interazione sia simile a quella antigene-anticorpo o tipo enzimatico come glicosiltranferasi-glicosilaccettore.
Aggiungendo in vitro sia un omogenato contenente i flagelli con la componente a carboidrati, sia quello contenente i flagelli complementari, si ha una isoagglutinazione (adesione tra gameti dello stesso segno). Non si ha tuttavia neutralizzazione in vitro dell'attività biologica delle due componenti ricavate dai gameti complementari. Questo fa supporre che ciascuna abbia un recettore specifico sul gamete complementare e che quindi la reazione nell'ambiente non sia del tipo antigene-anticorpo.
Subito dopo la reazione di agglutinazione si osservano modificazioni cellulari con la formazione di papille citoplasmatiche, morfologicamente distinguibili, nei due gameti ed al cui livello avrà luogo la fusione per dare origine allo zigote. Questa fusione provoca il distacco dell'adesione flagellare. La fusione delle papille può essere inibita con un trattamento enzimatico ed in tal caso non si ha disagglutinazione flagellare. Questo dimostra che le due reazioni, agglutinazione e fusione, sono basate su meccanismi diversi. Usando mutanti non in grado di agglutinarsi, provocando in questi un'agglutinazione mediante anticorpi contro glicoproteine estratte dai flagelli dei gameti normali, si induce il differenziamento delle papille e la formazione di zigote se l'agglutinazione è eterotipica. Questo fatto fa supporre che il gene per il tipo sessuale responsabile della reazione specifica di agglutinazione sia regolatorio del processo riproduttivo.

### Interazioni cellulari nella coniugazione dei Ciliati
La riproduzione sessuale nei ciliati ha diverse peculiarità. Nella maggior parte dei casi la coniugazione non dà luogo ad uno zigote. I due coniuganti, dopo essersi scambiati un nucleo-gamete, si separano tornando organismi autonomi. Quindi numericamente non varia la situazione.
In una cellula sessualmente attiva, è necessario un periodo di scarsità di cibo, durante il quale le cellule producono varie sostanze. La scarsità di cibo fa sì che la popolazione non cresca a dismisura: la riproduzione sessuata genera un gran numero di individui e la scarsità di cibo ne mitiga il numero. Durante questo periodo, detto “iniziazione”, le cellule si differenziano verso la sessualità. La condizione necessaria ora è che due cellule “iniziate” di segno sessuale complementare vengano messe insieme.
Adesso sono due i tipi di interazioni che avvengono tra le cellule iniziate:
- avviene una immediata reazione di agglutinazione massiva fra le molte cellule mescolate (in Paramecium);
- non avviene nessuna reazione immediata, ma durante questo periodo di attesa le informazioni vengono scambiate tra le cellule e solo al suo termine parte la reazione di accoppiamento(di solito tra cellule a due a due senza agglutinazione).

La reazione è reversibile fino all'agglutinazione o alla formazione di coppie; a questo punto la coniugazione va avanti a meno di separazioni forzate. Nel primo caso di interazione l'agglutinazione è specie-specifica e si manifesta mediante adesione ciliare basate su molecole proteiche, presenti sull'estremità delle ciglia ventrali. Queste proteine sono quindi le sostanze dei tipi sessuali. Sono state fatte varie prove per dimostrare che la produzione di queste proteine è determinata dal periodo di digiuno, ad esempio ciglia staccate dal corpo di cellule si agglutinano a ciglia di cellule complementari. Nei ciliati, in cui la costimolazione avviene durante un periodo di attesa, le interazioni cellulari possono seguire due vie:
- i segnali vengono liberati nell'ambiente;
- contatti casuali tra cellule complementari sono essi stessi segnali di riconoscimento per portare le cellule alla fase attiva.

Il primo caso è stato studiato in Blepharisma: in questo organismo esistono solo due tipi cellulari che, se mescolati insieme liberano nell'ambiente delle sostanze specifiche dette gamoni. Il gamone I che è una glicoproteina induce nelle cellule competenti di tipo II, complementari al primo, la produzione del gamone II che è invece un derivato del triptofano. I due gamoni vengono prodotti attraverso un feedback positivo, modificando le cellule complementari in modo che queste inizino ad accoppiarsi. 
Solo le coppie eterotipiche sono in grado di portare avanti la coniugazione. Le omotipiche (stesso segno sessuale) possono rimanere unite a lungo, se il gamone complementare è sempre presente, senza che avvenga maturazione. Il gamone I ha anche una funzione chemiotattica. La seconda via di possibile interazione cellulare è stata studiata in Tetrahymena ed Euplotes, tutte a sessualità multipolare. Il contatto fisico casuale tra le ciglia degli organismi complementari è essenziale affinché avvenga la coniugazione. È molto probabile che sostanze labili di natura informazionale vengano scambiate almeno in Euplotes tra le cellule in questa fase di costimolazione.
È stata avanzata l'ipotesi che le sostanze di riconoscimento del sesso siano legate alle ciglia ed in quantità così bassa da non dare la reazione di agglutinazione tipica in Paramecium. Tuttavia sufficienti per funzionare da segnale, nei contatti casuali, per la produzione di altra sostanza fino a raggiungere la quantità ottima per l'agglutinazione ciliare e la formazione di coppie.
In tutti i ciliati queste interazioni portano all'unione cellulare con la formazione di coppie di coniuganti. Altre interazioni si instaurano poi, tra le cellule unite, con un'induzione a cascata dei successivi stadi coniugativi, fino alla fecondazione.

### Evoluzione della sessualità nei Protozoi e in particolare nei Ciliati
Il gruppo dei Ciliati viene considerato il gruppo più complesso ed evoluto dal punto di vista della sessualità: infatti sono gli unici ad avere una multipolarità sessuale accanto a molti altri gruppi che hanno solo una bipolarità sessuale. Questa caratteristica può essere considerata un'evoluzione rispetto agli altri gruppi in quanto conferisce ai discendenti una variabilità genetica superiore rispetto al sistema a bipolarità sessuale.
Infatti se si considera un organismo a bipolarità sessuale questo può incrociarsi solo con il 50% degli individui della popolazione, ovvero con quelli che hanno il fattore di riconoscimento diverso dal proprio. Questo impedisce un completo rimescolamento delle informazioni genetiche e quindi una perdita di caratteristiche potenzialmente utili. Questo problema diminuisce all'aumentare degli incroci possibili e scompare nell'ipotetica situazione di un'accettabilità universale, dove ogni individuo può incrociarsi con qualsiasi altro individuo della specie.
Nei Cilitati si riscontra una tendenza a questo esincrocio e quindi l'eterozigosi sarà prevalente, favorita anche dal fatto che comincia un periodo di immaturità sessuale, dopo un accoppiamento, che permette la dispersione dell'organismo asessualmente ed un periodo di maturità durante il quale, in condizioni favorevoli, si può avere coniugazione.
Ci sono tuttavia dei limiti all'aumento del numero dei tipi sessuali.
Le forze selettive che agiscono in direzione opposta a questo sono:
- una selezione contro accoppiamenti di tipi geneticamente incompatibili (non vitali, disvitali o meno adatti);
- l'esistenza di una competizione fra membri di diverso tipo sessuale che vivono nello stesso ambiente ed usano la stessa fonte di cibo;
- una selezione che può agire anche nella scelta del partner riducendo quindi la fitness dei tipi non prescelti;
- la bassa potenzialità di dispersione tipica di questi organismi in situazioni normali con formazione di “demi”, cioè gruppi di tipi sessuali particolarmente adattati a situazioni ambientali poco variabili (ecotipi). Questo determina uno svantaggio poiché, se la situazione è particolarmente stabile allora la riproduzione sarà asessuale ed un solo tipo sarà sufficiente. Se invece la situazione è instabile l'adattabilità conseguita non sarà più sufficiente in quell'ambiente .